# Benjamin Altman
Benjamin Altman (ur. 12 lipca 1840 w Nowym Jorku, zm. 7 października 1913 tamże) – amerykański przedsiębiorca, filantrop i kolekcjoner sztuki.

## Młodość i praca
Urodził się w Nowym Jorku, jako syn Philipa Altmana, handlarza artykułami suchymi oraz Cecylii (nazwisko panieńskie nieznane). Jego ojciec, żydowski imigrant z Bawarii, który przybył do Stanów Zjednoczonych w 1835 r., prowadził mały sklep z artykułami spożywczymi (suchymi) o nazwie Altman & Co. na Trzeciej Alei w pobliżu 10th Street. Młody Altman pracował popołudniami ze swoim bratem Morrisem w sklepie ojca. Opuścił szkołę w wieku 12 lat, aby tam pracować na pełny etat, a później zajmował różne stanowiska w sprzedaży w innych sklepach z artykułami suchymi w Nowym Jorku i Newark (New Jersey). Kiedy jego ojciec zmarł w 1854 r., Altman i jego brat przejęli sklep, zmieniając jego nazwę na Altman Bros. Firma prosperowała i do 1865 r. przenieśli się na Trzecią Aleję i 10th Street. W 1870 r. przenieśli się ponownie do większego budynku przy Szóstej Alei, pomiędzy 18th i 19th Street. Morris opuścił firmę, ale pozostał wspólnikiem, a kiedy zmarł w 1876 r., Benjamin Altman został jedynym właścicielem, zmieniając później nazwę firmy na B. Altman & Co.

## Dalsza kariera
Był właścicielem dobrze prosperującego domu towarowego B. Altman & Co w Nowym Jorku, dzięki któremu stał się zamożnym człowiekiem. Kolekcjonował dzieła sztuki, przekazał znaczną część swoich zbiorów Metropolitan Museum of Art. Po jego śmierci jego pracę kontynuował krewny pułkownik Michael Friedsam, który przekazał pozostałą część zbiorów nowojorskim muzeom.